# Okulus

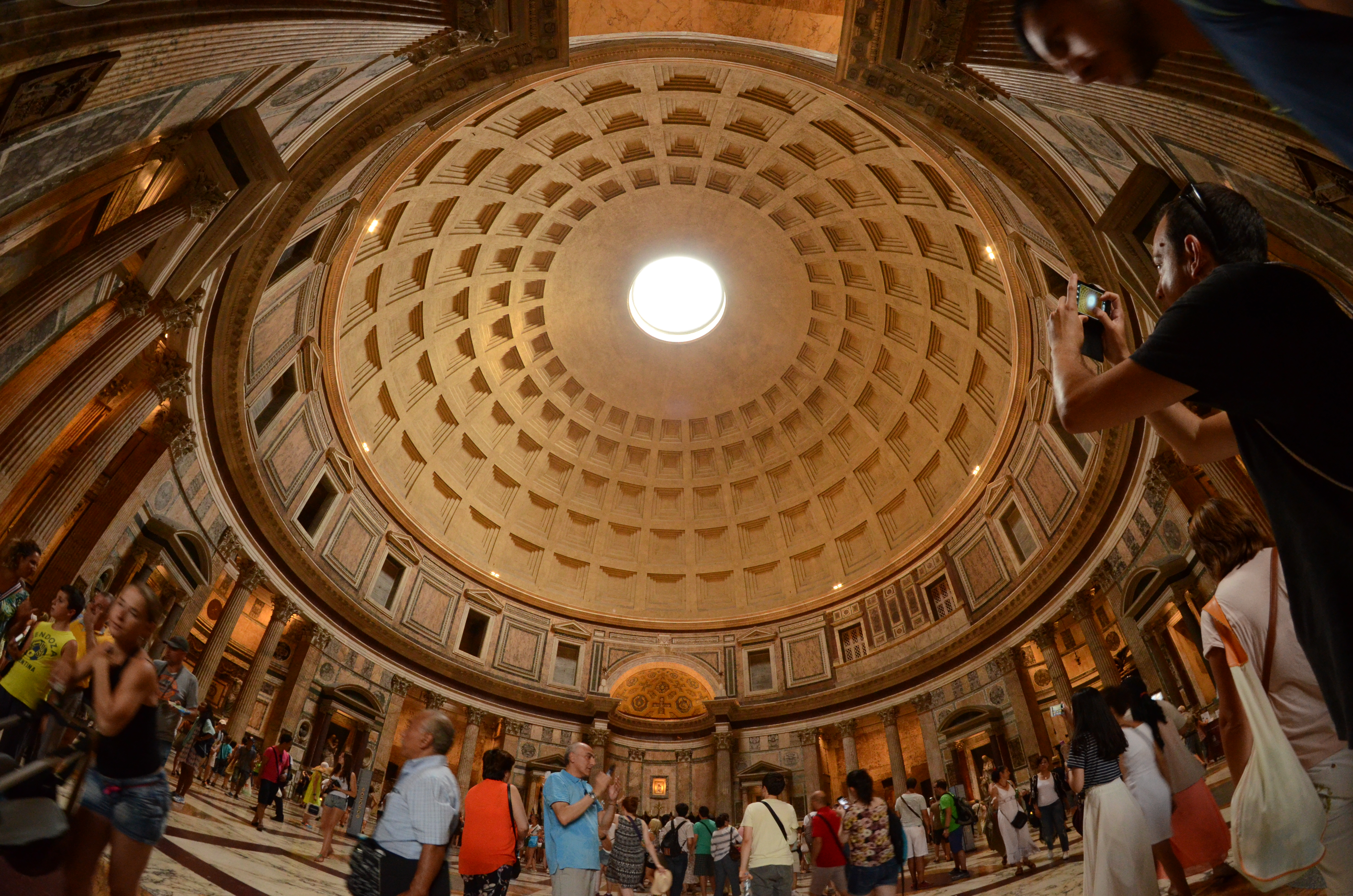
Okulus v římském Pantheonu

Okulus nebo oculus (latinsky oko) též opaion (z řeckého ὀπαῖον – kouřovod) je kulatý otvor v nejvyšším bodě kupole. Slouží jako okno k osvětlení prostoru i k větrání a je známý již z antiky. Od dob renesanční architektury bývá na kupoli přistavěna malá věžička zvaná lucerna, která zčásti zakrývá otvor a chrání tak interiér před nepřízní počasí.
Okulus v klenbě ve středověku též sloužil ve zvonicích k obsluze svisle zavěšených zvonů.
Otvor v kupoli sloužil u kostelů (tzv. himmelloch – otvor Ducha) také pro spouštění různých soch při liturgii.